# Municipio de Walton (condado de Harvey)
El municipio de Walton (en inglés: Walton Township) es un municipio ubicado en el condado de Harvey en el estado estadounidense de Kansas. En el año 2010 tenía una población de 526 habitantes y una densidad poblacional de 5,53 personas por km².

## Geografía
El municipio de Walton se encuentra ubicado en las coordenadas 38°7′26″N 97°12′4″O / 38.12389, -97.20111. Según la Oficina del Censo de los Estados Unidos, el municipio tiene una superficie total de 95.05 km², de la cual 94,99 km² corresponden a tierra firme y (0,06 %) 0,06 km² es agua.

## Demografía
Según el censo de 2010, había 526 personas residiendo en el municipio de Walton. La densidad de población era de 5,53 hab./km². De los 526 habitantes, el municipio de Walton estaba compuesto por el 95,44 % blancos, el 0,76 % eran afroamericanos, el 2,47 % eran amerindios, el 0,57 % eran asiáticos y el 0,76 % eran de una mezcla de razas. Del total de la población el 5,7 % eran hispanos o latinos de cualquier raza.